# Joseph Karabacek
Joseph Maria Karabacek (à partir de 1904: von Karabacek), né le 20 septembre 1845 à Graz et mort le 9 octobre 1918 à Vienne (Autriche), est un orientaliste autrichien qui est papyrologue et directeur de la Bibliothèque impériale de Vienne.

## Biographie
Joesph Karabacek est le fils d'un militaire, Johann Baptist Karabacek (v. 1800–1875), originaire d'Iglau (Moravie) et de son épouse, née Johanna Ilwof (1812–??) originaire de Graz. Joseph Karabacek se marie selon le rite catholique le 24 mai 1876 à la Schottenkirche (église des Écossais) de Vienne avec Karoline Johanna Lang (née le 2 décembre 1852 à Vienne et morte le 23 février 1914 à Vienne), fille d'un négociant, Leopold Lang (1822–1880), et de son épouse, née Ernestine von Hofmannsthal (1828–1870), venus de familles juives converties au catholicisme.
Karabacek fréquente le Gymnasium (lycée classique) de Lemberg, puis celui de Temesvar et enfin termine ses études secondaires à Vienne, où il passe sa maturité (équivalant au baccalauréat) en 1863. Il étudie d'abord le droit à la Rudolphina, puis s'oriente en 1866 vers les études de langues orientales. Il est diplômé en 1868, reçoit son habilitation en 1869 à l'issue de laquelle il devient Privatdozent en paléographie et numismatique des peuples islamiques de l'université de Vienne. En 1874, Joseph Karabacek est nommé professeur extraordinaire, toujours à l'université de Vienne. De 1885 à 1915, il est professeur ordinaire à la chaire d'histoire de l'Orient et de ses sciences auxiliaires.

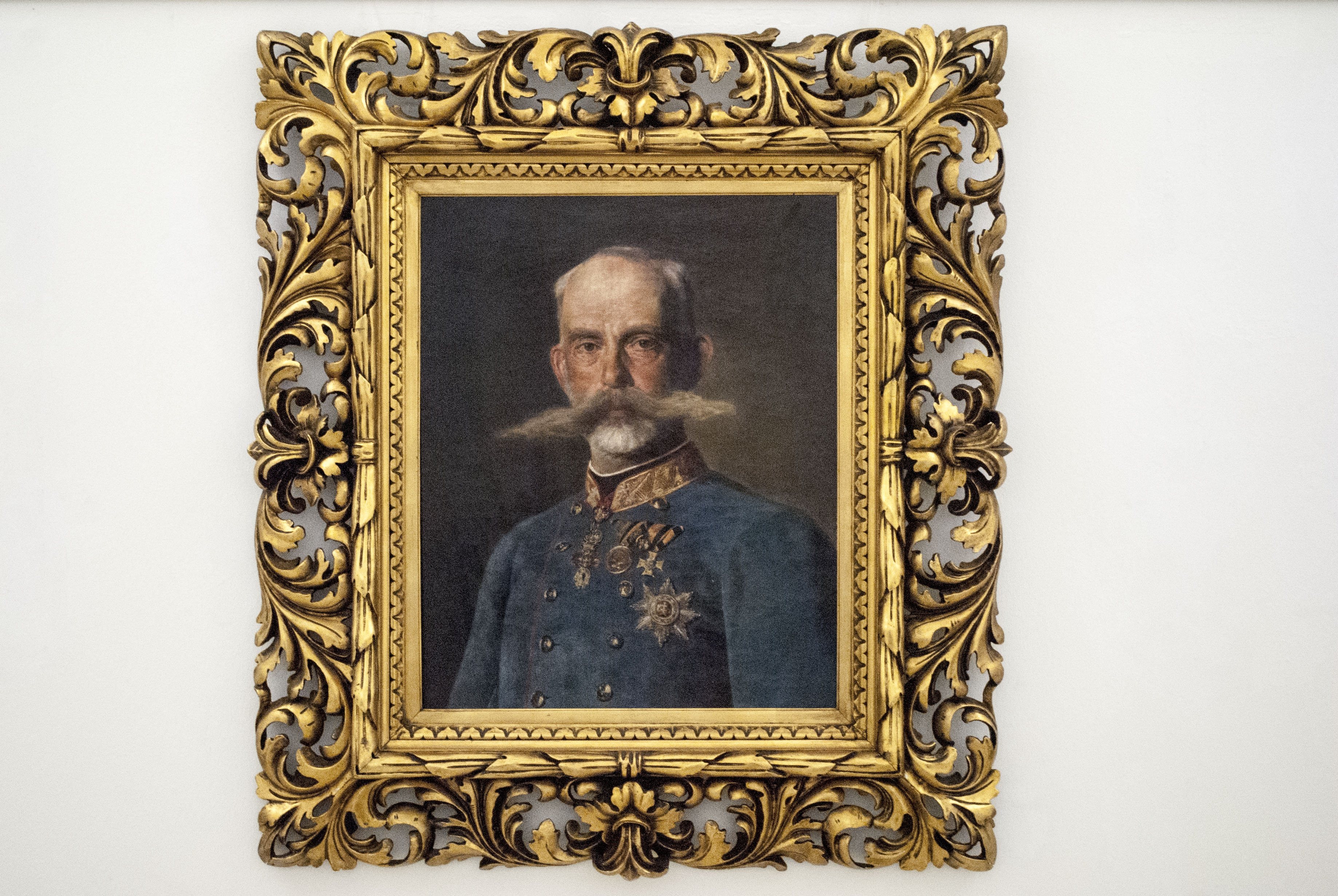
Portrait de l'archiduc Rainier au musée des Papyrus de Vienne.

Par l'intermédiaire de Theodor Graf, antiquaire viennois, propriétaire d'une filiale au Caire, à qui le professeur Karabacek finance des fouilles dans la région des sites archéologiques d'Arsinoé et d'Héracléopolis Magna, ce dernier fait l'acquisition en 1881-1882 de plus de dix mille papyrus (dont la plupart de la région du Fayyoum). Désormais, il va passer sa vie à les traduire et à les étudier. L'archiduc Rainier achète sa collection en 1883, permettant ainsi à Karabacek de les étudier et d'avoir un soutien matériel. L'archiduc fait don de sa collection en 1899 à l'empereur François-Joseph qui les place à la Bibliothèque impériale de Vienne (Hofbibliothek, aujourd'hui Bibliothèque nationale autrichienne) dont il nomme le professeur Karabacek à la tête. Il demeure à ce poste jusqu'en 1914.
Sa spécialité est la papyrologie arabe et surtout les milliers de papyrus de la collection dont il fait le catalogue.
Il est anobli par décret du 10 avril 1904 avec diplôme du 2 février 1905, recevant le titre de conseiller à la Cour et rang de chevalier (Ritter) en tant que directeur de la Bibliothèque impériale. Il a donc le droit dès lors de faire précéder son nom de famille par la particule « von ».

## Quelques publications
- Beiträge zur Geschichte der Mazjaditen, Leipzig, 1874
- Der Papyrusfund von El Faijûm, Berlin, 1882,
- Die persische Nadelmalerei Susandschird : Ein Beitrag zur Entwicklungs-Geschichte der Tapisserie de Haute Lisse; mit Zugrundelegung eines aufgefundenen Wandteppichs nach morgenländischen Quellen, Leipzig., 1888
- Ergebnisse aus dem Papyrus Erzherzog Rainer, Berlin, 1889,
- Articles concernant la papyrologie dans «Oesterr. Monatsschrift für den Orient» (1884—1885) et dans «Mitteilungen aus der Sammlung der Papyrus Erzherzog Rainer», édités par lui à partir de 1887. Ses descriptions de papyrus et de textiles donnent lieu au «Katalog der Theodor Graf'schen Funde in Aegypten» (Berlin, 1883).